# وسام الخدمة العامة لقوات الدفاع السودانية (1933)
كان وسام الخدمة العامة لقوات الدفاع السودانية ميدالية حملة عسكرية تأسست في عام 1933 لمكافأة الخدمة في العمليات الصغيرة داخل السودان الإنجليزي المصري. مُنحت آخر مرة للخدمة في عام 1941.

## المعايير
تم إنشاء الميدالية في نوفمبر 1933 من قبل الحاكم العام للسودان، حيث حلت محل ميدالية الخديوي في السودان (1910). مُنحت بناء على توصية من قائد قوات الدفاع السودانية (SDF) إلى الأفراد المعينين محليًا من قوات الدفاع الذاتي والشرطة والسودانيين المعتمدين الآخرين الذين خدموا في عمليات صغيرة يصنفها الحاكم العام على أنها ذات أهمية كافية تستحق منح الميدالية.
كانت جميع العمليات المؤهلة داخل السودان، وشملت قتال القوات الإيطالية التي توغلت في جنوب السودان من شرق إفريقيا الإيطالية بين يونيو 1940 ونوفمبر 1941. أعضاء قوات الدفاع السودانية كانوا مؤهلين أيضًا لميداليات حملة الحرب العالمية الثانية البريطانية.
لم يتم منح جوائز أخرى بعد عام 1945، حيث أصبحت الميدالية قديمة مع استقلال السودان في عام 1956.
في المجموع، تم إصدار حوالي 9000 ميدالية للخدمات العامة من قوات الدفاع الذاتي.

## مظهر خارجي
الميدالية فضية، قطرها 36 مليمتر (1.4 بوصة) مع حمالة شريط عادي مستقيمة. لها التصميم التالي:
الوجه: ختم الحاكم العام للسودان بالحرف العربي.
العكس: المجموعة (أ) جنود سودانيين، من بينهم اثنان على ظهور الجمال واحد على ظهور الخيل، مع اسم «السودان» أدناه.
التسمية: تم إصدار الميدالية بدون اسم.
الشريط: 31.7 مليمتر (1.25 بوصة) عريض، مع شريط مركزي من الأزرق الملكي يحيط به خطان أصفران، مع شريط أسود أضيق عند كل حافة.
المشابك: لم يتم منح أي منها.
الصنع: ضرب في دار سك العملة الملكية في لندن.